# Pioc de Ludwig
El pioc de Ludwig (Neotis ludwigii) és una espècie de gran ocell de la família dels otídids (Otididae) que habita zones de garriga, estepes i terres de conreu d'Àfrica Meridional, des del sud-oest d'Angola i Namíbia i sud-oest de Botswana fins a Sud-àfrica.